# Paranthura infundibulata
Paranthura infundibulata là một loài chân đều trong họ Paranthuridae. Loài này được Richardson miêu tả khoa học năm 1902.